# Аполодор Касандрийски
Аполодор (на старогръцки: Ἀπολλόδωρος o Κασσάνδρειoς) е тиран на античния град Касандрия на полуостров Палене, взел властта и отделил града от Македонското царство през 279 г. пр. Хр.
Издигнал се с демагогски обещания, Аполодор привлича на своя страна войниците на предишната управителка на града – дъщерята на Антипатър Евридика, като им дарява земи, привлича и келтски наемници. За древните летописци управлението му се превръща в еталон за жестокост, алчност и разврат.
Аполодор се противопоставя на Антигон Гонат, внука на Антипатър, в борбата за власт над Македония. Касандрия е обсадена в продължение на 10 месеца и е превзета от Антигон през 276 г.пр.Хр. с помощта на фокидски пирати. Аполодор е пленен и екзекутиран.